# Таршин Рэйнбоус
«Таршин Рэйнбоус» (англ. Tarxien Rainbows) — мальтийский футбольный клуб из города Таршин, выступающий в мальтийской Премьер-лиге. Клуб основан в 1944 году, как «Литл Рэйнбоус».
Команда пробилась в высший дивизион после победы в первой лиге в сезоне 2007/08. В дебютном сезоне команда заняла одно из последних мест, наряду с «Хамрун Спартанс» и «Мсида Сент-Джозеф». «Хамрун Спартанс» покинула лигу из-за худших результатов по личным встречам, а матчи плей-офф позволили «Таршин Рэйнбоус» сохранить место в элите. В следующем сезоне команда заняла пятое место, а также дошла до полуфиналов в двух внутренних кубках.